# ویدمننستاتن (دهانه)
ویدمننستاتن یک دهانه برخوردی در ماه‌ است.